# Бад-Ендорф
Бад-Ендорф (нім. Bad Endorf) — громада в Німеччині, розташована в землі Баварія. Підпорядковується адміністративному округу Верхня Баварія. Входить до складу району Розенгайм.
Площа — 40,11 км2. Населення становить 8447 ос. (станом на 31 грудня 2020).